# Elección al Senado de los Estados Unidos en Utah de 2022
La elección del Senado de los Estados Unidos de 2022 en Utah se llevó a cabo el 8 de noviembre de 2022 para elegir a un miembro del Senado de los Estados Unidos para representar al Estado de Utah. Esta será la primera elección para el Senado en la historia de Utah en la que no hay un candidato demócrata.

## Primarias republicanas
- Becky Edwards, representante estatal (2009–2018)[1]
- Ally Isom, ejecutiva comercialt[2]
- Mike Lee, actual senador de EE. UU. (2011–presente)[3][4][5]

## Convención demócrata
La convención estatal del Partido Demócrata de Utah tuvo lugar el 23 de abril de 2022. Kael Weston era el único demócrata que aún se postulaba; sin embargo, el partido respaldó la oferta independiente de Evan McMullin en lugar de nominar a un candidato, siguiendo el aliento de muchos demócratas prominentes en el estado, incluido el exrepresentante Ben McAdams y la alcaldesa del condado de Salt Lake, Jenny Wilson, para respaldar la campaña de McMullin.
El Partido Demócrata de Utah celebró una convención estatal el 23 de abril de 2022 para respaldar a los candidatos a cargos estatales. Los partidarios del candidato independiente Evan McMullin, encabezados por la alcaldesa del condado de Salt Lake, Jenny Wilson, presentaron una moción para que el partido estatal renuncie a nominar a un candidato demócrata para el Senado y apoyar a McMullin. Los partidarios de Kael Weston se opusieron a la moción., el único candidato demócrata para el escaño que habría recibido la nominación si la moción hubiera fallado. Los delegados aprobaron la moción por un margen de 57% a 43%.

## Otros candidatos
- Lucky Bovo
- James Hansen
- Tommy Williams, candidato perenne[11]

## Candidatos independientes
- Evan McMullin, activista político, agente de operaciones de la CIA y candidato para Presidente de los Estados Unidos en 2016[12]